# Återanvändbara rymdfarkoster

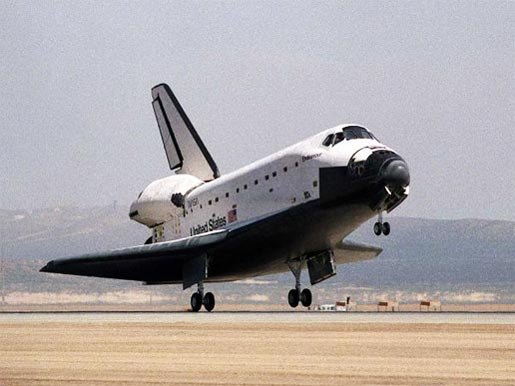
Rymdfärjan Discovery landar på Kennedy Space Center i november 1983.

Återanvändbara rymdfarkoster har delar som kan återvinnas och flygas om. Vanligast är att den samtidigt bär nyttolaster från jordytan till yttre rymden. Vanligast är att hela raketsteg återanvänds. Mindre delar som raketmotorer och boosters kan också återanvändas. Återanvändbara rymdfarkoster kan skjutas upp ovanpå en förbrukningsbar bärraket. Återanvändbara bärraketer minskar uppskjutningskostnaderna avsevärt, eftersom merparten av raketen återanvänds. Dessa fördelar minskas dock av kostnaden för hämtning och renovering och renovering.
Återanvändbara bärraketer kan innehålla extra flygelektronik och drivmedel, vilket gör dem tyngre än sina förbrukningsbara motsvarigheter. Återanvända delar kan behöva komma in i atmosfären och navigera genom den, så de är ofta utrustade med värmesköldar, gallerfenor och andra flygkontrollytor. Genom att modifiera sin form kan rymdplan utnyttja flygmekanik för att hjälpa till med dess återhämtning, som att glida eller lyfta. I atmosfären kan det också behövas fallskärmar eller bromsraketer för att bromsa den ytterligare. Återanvändbara delar kan också behöva specialiserade anläggningar som landningsbanor eller drönarfartyg med autonoma rymdhamnar för att ta emot farkosten när den återvänder.
Sedan åtminstone i början av 1900-talet har SSTO-farkoster (Single-stage-to-orbit) funnits inom science fiction. På 1960- och 1970-talen tillverkades de första återanvändbara farkosterna, rymdfärjan och Energia. På 1990-talet reducerades koncept för återanvändbara bärraketer till prototyptestning på grund av att de båda programmen inte motsvarade förväntningarna. Framväxten av privata rymdflygbolag på 2000- och 2010-talen ledde till en återupplivning av deras utveckling, som i Spaceship One, New Shepard, Electron, Falcon 9 och Falcon Heavy. Under 2020-talet förväntas flera kommande bärraketer bli återanvändbara, som Starship, New Glenn, Amur, Ariane Next, Chang Zheng-raketer och Dawn Mk-II Aurora.

## Konfigurationer
Återanvändbara uppskjutningssystem kan antingen vara helt eller delvis återanvändbara.

### Helt återanvändbara rymdfarkoster
I dagsläget (september 2022) finns inga helt återanvändbara rymdfarkoster i drift. Helt återanvändbara rymdfarkoster kan antingen vara SSTO-farkoster eller flerstegsraketer där alla stegen återvänder till jorden och omhändertas.
Tre företag håller för närvarande (september 2022) på att utveckla helt återanvändbara rymdfarkoster. Samtliga består av två återanvändbara raketsteg. SpaceX började utvecklingen av sitt Starship 2016 och siktar på att göra en första testflygning av en del av systemkapaciteten i slutet av 2022. Relativity Space började utveckla sin Terran R under 2021, siktar på att göra en första uppskjutning till omloppsbana 2024. Blue Origin började utveckla Project Jarvis i början av 2021, men har inte tillkännagett något datum för testning eller ens offentligt gått ut med sina planer.
Det fanns planer på att skapa ett återanvändbart andrasteg till SpaceX Falcon 9, men dessa lades åt sidan 2018.

### Delvis återanvändbara rymdfarkoster
Delvis återanvändbara rymdfarkoster, i form av flerstegsraketer, har hittills varit de enda återanvändbara konfigurationerna som används.

### Återanvändbar rymdkapsel
Uppskjutningssystem kan kombineras med återanvändbara orbiters. Rymdfärjan, Spaceship Two och den indiska RLV-TD är exempel på ett återanvändbart rymdfarkost (ett rymdplan), såväl som en del av dess uppskjutningssystem.
Mer modernt har Falcon 9-raketen burit återanvändbara fordon som Dragon 2 och X-37. I dessa fall har både kapsel och raketens första steg varit återanvändbara. Dock har raketens andra steg, som sätter farkosterna i omloppsbana, inte kapacitet att landa på jorden, utan brinner upp i atmosfären. Därför räknas det som delvis återanvändbara farkoster. 
Samtida återanvändbara rymdfarkoster inkluderar X-37, Dream Chaser, Dragon 2, Indiens RLV-TD och den kommande europeiska Space Rider (efterföljare till IXV).
Under de första årtionden av rymdkapplöpning utvecklades samtliga rymdfarkoster för engångsbruk. Detta var sant både för satelliter och rymdsonder som skulle vara i rymden under en längre tid, liksom för alla föremål som utformades för att återvända till jorden, såsom rymdkapslar avsedda för människor eller behållare för återsändning av rymdstoft (exempelvis Stardust (1999–2006) eller Hayabusa (2005–2010)). Tidiga undantag från engångsregeln är Gemini SC-2 som flögs två gånger. Det hittills mest framgångsrika programmet med återanvändningsbara rymdfarkoster är den amerikanska rymdfärjan som flögs 135 gånger mellan 1981 och 2011. Sovjet utvecklade en liknande farkost, Buran. Den hann dock bara flyga en obemannad testflygning innan Sovjetunionen kollapsade och programmet lades ner.
Exempel:

## Atmosfäriskt återinträde

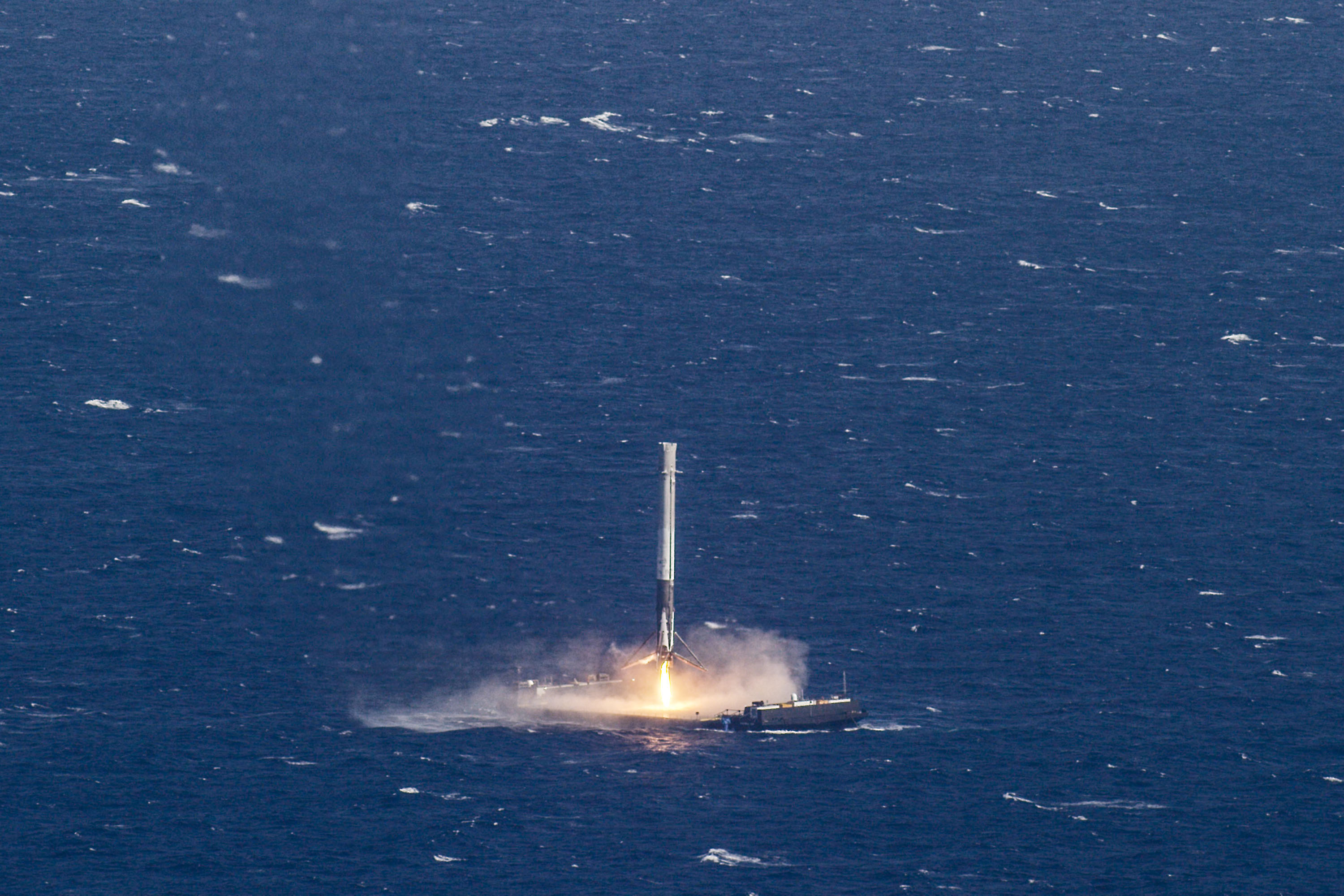
Falcon 9-raket landar på en pråm i havet.

### Värmesköld
Med möjliga uppblåsbara värmesköldar, som just nu utvecklats av USA och Kina, anses engångsraketer som Space Launch System kunna utvecklas till att i framtiden få sådana värmesköldar för att rädda och återanvända de dyra motorerna. Detta skulle kunna minska kostnader för uppskjutningar avsevärt.

## Landningssystem
Nedan beskrivs olika sätt att landa de återanvändbara farkosterna på jorden igen.

### Typer

#### Bromsning
Dessa landningssystem använder fallskärmar och förstärkta hårda landningar, som vid en landning till havs eller på land.
Även om sådana system har använts sedan de första återvändande rymdfarkosterna, särskilt rymdkapslar med besättning, har fordonen först på senare år börjat återanvändas.
Tidiga idéer om ett återanvändbart rymdplan visade sig orealistiska och även om till och med de första praktiska raketfordonen (V-2) kunde nå till kanten av rymden, var teknik som gjorde fordonen återanvändbara för tung. Dessutom utvecklades många tidiga raketer som delar av vapensystem, vilket gjorde återanvändning omöjlig. Problemet med masseffektivitet övervanns genom att använda flera raketsteg avsedda för engångsanvändning i en vertikal uppskjutna flerstegsraketer. USAF och NACA hade studerat återanvändbara rymdplan med förmåga att nå omloppsbana sedan 1958, exempelvis Dyna-Soar, men de första återanvändbara raketstegen flög inte förrän vid den amerikanska rymdfärjans tillkomst 1981.

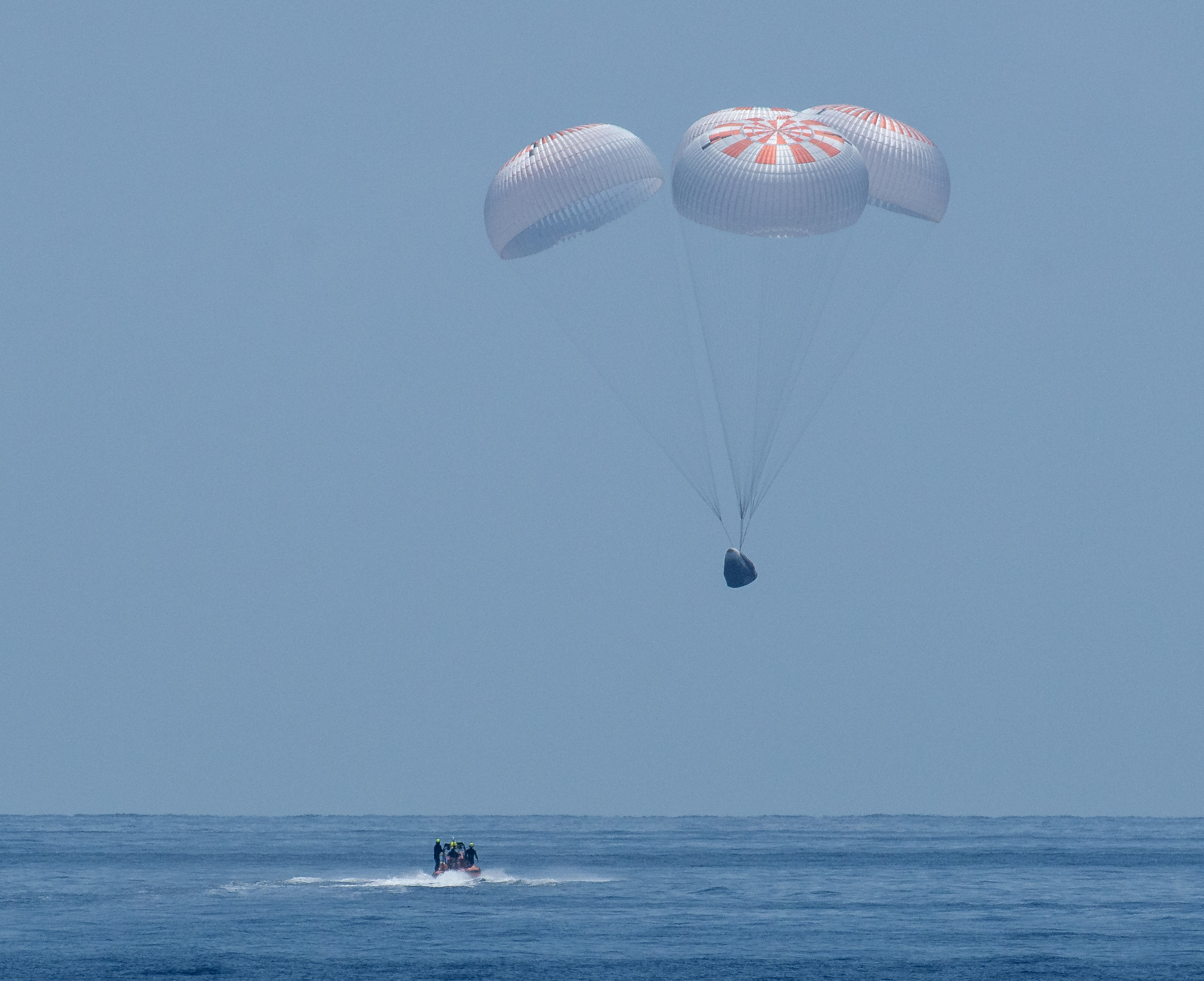
SpaceX Crew Dragon landar i Mexikanska golfen med hjälp av fallskärm.

- Rymdfärjan Solid Rocket Boosters
- SpaceX Dragon 2
- Boeing Starliner
- Blue Origins New Shepard

#### Horisontell (bevingad)
Enkel- eller huvudsteg, såväl som återvändande boosters kan använda ett horisontellt landningssystem. Ofta krävs att farkostdelen åker minst ett varv runt jorden, tillbaka till startplatsen. Alternativt måste delen (ofta första raketsteget) ha tillräckligt med bränsle för att bromsa och återvända till startplatsen eller annan landningsbana för landning. Det skulle även gå att placera en landningsbana på andra sidan en tilltänkt kastbana.
Exempel:
- Space Shuttle - som en del av huvudsteget
- Venturestar - ett projekt från NASA
- Energia II ("Uragan") - en alternativ återanvändningsbar uppskjutningsraket för Buran
- SpaceShipTwo - ett rymdplan för rymdturism gjort av Virgin Galactic
- SpaceShip III - ett rymdplan under utveckling för rymdturism gjort av Virgin Galactic

Fordon som landar horisontellt på en bana kräver vingar och underrede. Dessa förbrukar vanligtvis cirka 9-12 % av landningsfordonets massa.  Detta minskar antingen nyttolasten eller ökar storleken på fordonet. Koncept som lyftkroppar ger en viss minskning av vingmassan. Samma resultat nåddes med deltavingen på rymdfärjan.

#### Vertikal (retrograd)
Farkoster som McDonnell Douglas DC-X, New Shepard och SpaceX raketer är exempel på system som förlitar sig på retrograd landning.  Falcon 9 och Falcon Heavys förstasteg och boosterraketer landar med en av sina nio motorer. Falcon 9-raketen var den första raketen som kunde ta sig upp i omloppsbana som landar sitt första steg vertikalt på marken. Båda stegen av Starship är planerade att landa vertikalt.
Cirka 10 % av den totala mängden bränsle i raketsteget krävs vid retrograd landning. Detta minskar nyttolasten som kan bäras på grund av raketekvationen.

## Begränsningar

### Extra vikt
Återanvändbara steg väger mer än motsvarande icke återanvändbara raketsteg. Detta är oundvikligt på grund av de extra system, landningsställ och/eller överskott av drivmedel som behövs för att landa ett steg. Den faktiska extra massa som återanvändbarheten kostar beror på fordonet och det valda retursättet.

### Renovering
När bärraketen har landat kan den behöva renoveras för att förbereda den för nästa flygning. Denna process kan vara lång och dyr. Bärraketen kan inte alltid återcertifieras som människosäker efter renovering, även om SpaceX har flugit återanvända Falcon 9-raketer för mänskliga uppdrag. Det finns en gräns för hur många gånger en bärraket kan renoveras innan det måste avvecklas, men hur ofta en rymdfarkost kan återanvändas skiljer sig avsevärt beroende på design.

## Historia
Med utvecklingen av raketmotorer under första hälften av 1900-talet blev rymdresor en teknisk möjlighet.
Tidiga idéer om ett enstegs återanvändbart rymdplan visade sig orealistiska och även om till och med de första praktiska raketfordonen (V-2) kunde nå till kanten av rymden var den teknik som gör raketerna återanvändbara för tung. De flesta tidiga raketer utvecklades för att leverera vapen, vilket gjorde återanvändning omöjlig då de var menade att explodera vid slutet av sin flygtur. Problemet med masseffektivitet övervanns genom att använda flera förbrukningsbara steg i en vertikalt uppskjuten flerstegsraket. USAF och NACA studerade återanvändbara rymdplan kapabla att nå omloppsbana redan 1958, t.ex Dyna-Soar, men de första återanvändbara raketstegen flög inte förrän den amerikanska rymdfärjans tillkomst 1981.

### 1900-talet

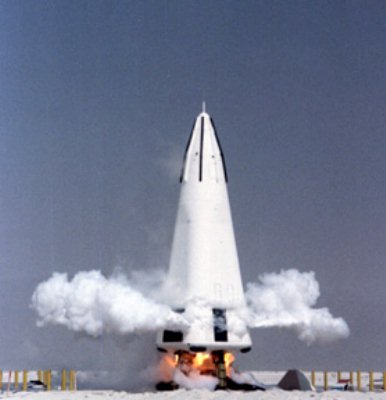
McDonnell Douglas DC-X använde vertikal start och vertikal landning.

De första återanvändbara bärraketerna var kanske de som konceptualiserades och studerades av Wernher von Braun mellan år 1948 och 1956. Von Braun Ferry Rocket genomgick två revisioner: en 1952 och igen 1956. De skulle ha landat med fallskärmar.
General Dynamics Nexus föreslogs på 1960-talet som en fullt återanvändbar efterträdare till Saturn V-raketen, med kapacitet att transportera 450–910 ton till omloppsbana. Enstegsraketen var tänkt att först bromsas med hjälp av fallskärmar, för att sedan bromsas med retroraketer precis innan landning i havet.
NASA inledde designprocessen för rymdfärjan 1968, med visionen att skapa ett helt återanvändbart rymdplan med hjälp av en bemannad fly-back booster. Detta koncept visade sig vara dyrt och komplext, därför skalades designen tillbaka till återanvändbara boosterraketer med fast bränsle och en förbrukningsbar extern tank. Rymdfärjan Columbia sköts upp och landade 27 gånger och förlorades tillsammans med besättningen vid det 28:e landningsförsöket; Challenger startade och landade 9 gånger och förlorades med hela besättningen vid det 10:e uppskjutningsförsöket; Discovery flög och landade 39 gånger; Atlantis sköts upp och landade 33 gånger.
I slutet av 1980-talet föreslogs en helt återanvändbar version av Energia-raketen, Energia II. Dess boosters och huvudraket skulle ha haft förmågan att landa separat och horisontellt på en landningsbana.
NASA föreslog återanvändbara koncept för att ersätta rymdfärjorna. Dessa skulle demonstreras under X-33- och X-34- programmen. Båda avbröts i början av 2000-talet på grund av stigande kostnader och tekniska problem.

### 2000-talet
Ansari X Prize var avsedd att utveckla privata återanvändbara kastbanefordon. Många privata företag tävlade. Vinnaren, Scaled Composites, nådde Kármánlinjen två gånger under en tvåveckorsperiod med sin återanvändbara Spaceship One i oktober 2004.
2012 startade SpaceX ett flygtestprogram med experimentella fordon. Dessa ledde senare till utvecklingen av det återanvändbara förstasteget Falcon 9.
Den 23 november 2015 blev New Shepard-raketen den första Vertical Take-off, Vertical Landing (VTVL) kastbaneraket som nådde rymden genom att passera Kármán-linjen (100 km) och nådde en höjd av 100 535 meter innan den återvände för en retrograd raketmotorunderstödd landning. Efterföljaren till New Shepard, New Glenn, är tänkt att bli delvis återanvändbar och ska kunna nå omloppsbana runt jorden.
SpaceX uppnådde den första vertikala mjuklandningen av ett återanvändbar omloppsbanekapabelt raketsteg den 21 december 2015, efter att ha levererat 11 Orbcomm OG-2 kommersiella satelliter till låg omloppsbana om jorden.
Den första återanvändningen av ett förstasteg till en Falcon 9-raket inträffade den 30 mars 2017. SpaceX återställer nu rutinmässigt och återanvänder sina första steg och kåpor.
2019 tillkännagav Rocket Lab planer på att hämta och återanvända första steget av deras Electron-raket. Avsikten är att använda fallskärmar och sedan fånga raketen i luften med hjälp av helikopter. Den 20 november 2020 hämtade Rocket Lab framgångsrikt en Electron-raket från en omloppbanesuppskjutning, raketsteget landade mjukt i Stilla havet.
Kina har avsikt att göra Chang Zheng 8-systemet återanvändbart.